# Coppa dei Balcani (nazionali)
La Coppa dei Balcani per nazioni era un torneo di calcio disputato dal 1929 al 1980 e riservato alle Nazionali calcistiche della regione balcanica.

## Storia
Alla prima edizione della Coppa dei Balcani per nazioni (1929/31) parteciparono Bulgaria, Grecia, Romania e Jugoslavia. Nella prima edizione tutte le squadre partecipanti si affrontavano per altre due volte, una in casa e una in trasferta, guadagnando 2 punti per la vittoria e 1 per il pareggio. Fu la Romania ad aggiudicarsela con una giornata di anticipo battendo 4-2 la Jugoslavia.
Nell'edizione 1931 la formula fu cambiata, portando ad una sola le partite da disputare contro ogni squadra avversaria. Così facendo il torneo si poté disputare in un'unica settimana invece che in 3 anni.
Dal 1931 al 1936 la Coppa dei Balcani per nazioni si disputò annualmente con sempre le stesse 4 squadre fino alla seconda guerra mondiale. Il torneo riprese nel 1946 ma la Grecia decise di non partecipare e fu sostituita dall'Albania, che vinse la coppa. Nel 1947 a conquistare il trofeo fu l'Ungheria, che, come l'Albania l'anno precedente, vinse la prima edizione cui partecipava.
Nel 1948 la Coppa dei Balcani fu ampliata a 7 partecipanti con l'aggiunta di Polonia e Cecoslovacchia. Il torneo tuttavia non fu concluso e al momento della sospensione in testa alla classifica vi era l'Ungheria.
La Coppa dei Balcani per nazioni non venne più disputata fino al 1973, quando parteciparono solo 4 nazioni (Bulgaria, Grecia, Romania e Turchia) e la fase a gruppi fu sostituita da un meccanismo di eliminazione diretta partendo dalle semifinali. Il torneo vide la vittoria della Bulgaria che sconfisse in finale la Romania grazie ai gol segnati in trasferta (1-0 in Ungheria e 3-2 in Romania).
L'edizione seguente, ultima della Coppa dei Balcani per nazioni, passò a 5 squadre con il ritorno della Jugoslavia e fu vinta dalla Romania.

## Albo d'oro
| Vittorie | Nazione    | Anno/i                           |
| -------- | ---------- | -------------------------------- |
| 4        | Romania    | 1929-1931, 1933, 1936, 1977-1980 |
| 4        | Bulgaria   | 1931, 1932, 1935, 1973-1976      |
| 1        | Jugoslavia | 1934-1935                        |
| 1        | Albania    | 1946                             |
| 1        | Ungheria   | 1947                             |

## Edizioni
| Anno               | Paese ospitante |               | Classifica finale | Classifica finale | Classifica finale | Classifica finale | Classifica finale | Classifica finale         | Classifica finale         | Classifica finale         | Classifica finale         | Classifica finale         | Classifica finale         | Classifica finale | Classifica finale |
| Anno               | Paese ospitante | Campione      | Campione          | Campione          | 2º posto          | 2º posto          | 2º posto          | 3º posto                  | 3º posto                  | 3º posto                  | 4º posto                  | 4º posto                  | 4º posto                  |                   |                   |
| 1929-1931 Dettagli | Itinerante      | Romania       | Romania           | Romania           | Jugoslavia        | Jugoslavia        | Jugoslavia        | Grecia                    | Grecia                    | Grecia                    | Bulgaria                  | Bulgaria                  | Bulgaria                  |                   |                   |
| 1931 Dettagli      | Bulgaria        | Bulgaria      | Bulgaria          | Bulgaria          | Turchia           | Turchia           | Turchia           | Jugoslavia                | Jugoslavia                | Jugoslavia                | Solo tre partecipanti     | Solo tre partecipanti     | Solo tre partecipanti     |                   |                   |
| 1932 Dettagli      | Jugoslavia      | Bulgaria      | Bulgaria          | Bulgaria          | Jugoslavia        | Jugoslavia        | Jugoslavia        | Romania                   | Romania                   | Romania                   | Grecia                    | Grecia                    | Grecia                    |                   |                   |
| 1933 Dettagli      | Romania         | Romania       | Romania           | Romania           | Jugoslavia        | Jugoslavia        | Jugoslavia        | Bulgaria                  | Bulgaria                  | Bulgaria                  | Grecia                    | Grecia                    | Grecia                    |                   |                   |
| 1934-1935 Dettagli | Grecia          | Jugoslavia    | Jugoslavia        | Jugoslavia        | Grecia            | Grecia            | Grecia            | Romania                   | Romania                   | Romania                   | Bulgaria                  | Bulgaria                  | Bulgaria                  |                   |                   |
| 1935 Dettagli      | Bulgaria        | Bulgaria      | Bulgaria          | Bulgaria          | Jugoslavia        | Jugoslavia        | Jugoslavia        | Grecia                    | Grecia                    | Grecia                    | Romania                   | Romania                   | Romania                   |                   |                   |
| 1936 Dettagli      | Romania         | Romania       | Romania           | Romania           | Bulgaria          | Bulgaria          | Bulgaria          | Grecia                    | Grecia                    | Grecia                    | Solo tre partecipanti     | Solo tre partecipanti     | Solo tre partecipanti     |                   |                   |
| 1946 Dettagli      | Albania         | Albania       | Albania           | Albania           | Jugoslavia        | Jugoslavia        | Jugoslavia        | Romania                   | Romania                   | Romania                   | Bulgaria                  | Bulgaria                  | Bulgaria                  |                   |                   |
| 1947 Dettagli      | Itinerante      | Ungheria      | Ungheria          | Ungheria          | Jugoslavia        | Jugoslavia        | Jugoslavia        | Romania                   | Romania                   | Romania                   | Bulgaria                  | Bulgaria                  | Bulgaria                  |                   |                   |
| 1948 Dettagli      | Itinerante      | Non terminata | Non terminata     | Non terminata     | Non terminata     | Non terminata     | Non terminata     | Non terminata             | Non terminata             | Non terminata             | Non terminata             | Non terminata             | Non terminata             |                   |                   |
| Anno               | Paese Ospitante | Finale        | Finale            | Finale            | Finale            | Finale            | Finale            | Finale per il terzo posto | Finale per il terzo posto | Finale per il terzo posto | Finale per il terzo posto | Finale per il terzo posto | Finale per il terzo posto |                   |                   |
| Anno               | Paese Ospitante | Campione      | Campione          | Risultato         | Risultato         | 2º posto          | 2º posto          | 3º posto                  | 3º posto                  | Risultato                 | Risultato                 | 4º posto                  | 4º posto                  |                   |                   |
| 1973-1976 Dettagli | Itinerante      | Bulgaria      | Bulgaria          | 1 - 0 2 - 3       | 1 - 0 2 - 3       | Romania           | Romania           | Turchia Grecia            | Turchia Grecia            | N/D                       | N/D                       |                           |                           |                   |                   |
| 1977-1980 Dettagli | Itinerante      | Romania       | Romania           | 0 - 2 4 - 1       | 0 - 2 4 - 1       | Jugoslavia        | Jugoslavia        | N/D                       | N/D                       | N/D                       | N/D                       | N/D                       | N/D                       |                   |                   |

## Piazzamenti
| Squadra    | 1º | 2º | 3º | 4º |
| Romania    | 4  | 1  | 4  | 1  |
| Bulgaria   | 4  | 1  | 1  | 4  |
| Jugoslavia | 1  | 7  | 1  | 0  |
| Ungheria   | 1  | 0  | 0  | 0  |
| Albania    | 1  | 0  | 0  | 0  |
| Grecia     | 0  | 1  | 4  | 2  |
| Turchia    | 0  | 1  | 1  | 0  |

## Partecipazioni e prestazioni nelle fasi finali
| Nazionale            | Coppa dei Balcani | Coppa dei Balcani | Coppa dei Balcani | Coppa dei Balcani | Coppa dei Balcani | Coppa dei Balcani | Coppa dei Balcani | Coppa dei Balcani | Coppa dei Balcani | Coppa dei Balcani | Coppa dei Balcani | Coppa dei Balcani | Partecip. | Vittorie |
| Nazionale            | 1929- 1931        | 1931              | 1932              | 1933              | 1934- 1935        | 1935              | 1936              | 1946              | 1947              | 1948              | 1973- 1976        | 1977- 1980        | Partecip. | Vittorie |
| -------------------- | ----------------- | ----------------- | ----------------- | ----------------- | ----------------- | ----------------- | ----------------- | ----------------- | ----------------- | ----------------- | ----------------- | ----------------- | --------- | -------- |
| Romania              | 1°                | -                 | 3°                | 1°                | 3°                | 4°                | 1°                | 3°                | 3°                | R                 | 2°                | 1°                | 11        | 4        |
| Bulgaria             | 4°                | 1°                | 1°                | 3°                | 4°                | 1°                | 2°                | 4°                | 4°                | R                 | 1°                | 1T                | 12        | 4        |
| Jugoslavia           | 2°                | 3°                | 2°                | 2°                | 1°                | 2°                | -                 | 2°                | 2°                | R                 | -                 | 2°                | 10        | 1        |
| Albania              | -                 | -                 | -                 | -                 | -                 | -                 | -                 | 1°                | 5°                | R                 | -                 | -                 | 3         | 1        |
| Ungheria             | -                 | -                 | -                 | -                 | -                 | -                 | -                 | -                 | 1°                | R                 | -                 | -                 | 2         | 1        |
| Grecia               | 3°                | -                 | 4°                | 4°                | 2°                | 3°                | 3°                | -                 | -                 | -                 | SF                | 1T                | 8         | -        |
| Turchia              | -                 | 2°                | -                 | -                 | -                 | -                 | -                 | -                 | -                 | -                 | SF                | 1T                | 3         | -        |
| Polonia              | -                 | -                 | -                 | -                 | -                 | -                 | -                 | -                 | -                 | R                 | -                 | -                 | 1         | -        |
| Cecoslovacchia       | -                 | -                 | -                 | -                 | -                 | -                 | -                 | -                 | -                 | R                 | -                 | -                 | 1         | -        |
| Squadre partecipanti | 4                 | 3                 | 4                 | 4                 | 4                 | 4                 | 3                 | 4                 | 5                 | 7                 | 4                 | 5                 | Edizioni  | 12       |

Legenda: 1° = Primo classificato, 2° = Secondo classificato, 3° = Terzo classificato, 4° = Quarto classificato, 5° = Quinto classificato, SF = Semifinalista, 1T = Eliminato al primo turno, - = Non qualificato, R = Ritirato

## Nazioni ospitanti
| Edizioni | Nazione    | Anno/i                                      |
| -------- | ---------- | ------------------------------------------- |
| 5        | Itinerante | 1929-1931, 1947, 1948, 1973-1976, 1977-1980 |
| 2        | Bulgaria   | 1931, 1935                                  |
| 2        | Romania    | 1933, 1936                                  |
| 1        | Jugoslavia | 1932                                        |
| 1        | Grecia     | 1934-1935                                   |
| 1        | Albania    | 1946                                        |

## Esordienti
| Anno      | Paese ospitante | Nazionali esordienti                  |
| 1929-1931 | Itinerante      | Bulgaria, Grecia, Jugoslavia, Romania |
| 1931      | Bulgaria        | Turchia                               |
| 1932      | Jugoslavia      | Nessuna squadra esordiente            |
| 1933      | Romania         | Nessuna squadra esordiente            |
| 1934-1935 | Grecia          | Nessuna squadra esordiente            |
| 1935      | Bulgaria        | Nessuna squadra esordiente            |
| 1936      | Romania         | Nessuna squadra esordiente            |
| 1946      | Albania         | Albania                               |
| 1947      | Itinerante      | Ungheria                              |
| 1948      | Itinerante      | Polonia, Cecoslovacchia               |
| 1973-1976 | Itinerante      | Nessuna squadra esordiente            |
| 1977-1980 | Itinerante      | Nessuna squadra esordiente            |